# Live Cannibalism
Live Cannibalism (с англ. — «Каннибализм вживую») — первый концертный альбом американской брутал-дэт-метал группы Cannibal Corpse, был выпущен в 2000 году.
Концерт состоялся 16 февраля 2000 года в Милуоки, в ходе тура группы Death Metal Massacre 2000. Релиз был выпущен как на CD, так и на DVD с видеорядом. Издание «Live Cannibalism — Ultimate Edition» также включает записи выступления группы в ходе тура «Monolith of Death Tour '96–'97».
На диске представлены два видеоклипа «Devoured By Vermin» и «Sentenced to Burn» в двух версиях (с цензурой и без).

## Список композиций
| №                   | Название                               | Длительность |
| ------------------- | -------------------------------------- | ------------ |
| 1.                  | «Staring Through the Eyes of the Dead» | 4:13         |
| 2.                  | «Blowtorch Slaughter»                  | 2:37         |
| 3.                  | «Stripped, Raped and Strangled»        | 3:38         |
| 4.                  | «I Cum Blood»                          | 4:12         |
| 5.                  | «Covered with Sores»                   | 3:43         |
| 6.                  | «Fucked with a Knife»                  | 2:26         |
| 7.                  | «Unleashing the Bloodthirsty»          | 4:12         |
| 8.                  | «Dead Human Collection»                | 2:39         |
| 9.                  | «Gallery of Suicide»                   | 4:11         |
| 10.                 | «Meat Hook Sodomy»                     | 5:10         |
| 11.                 | «Perverse Suffering»                   | 4:20         |
| 12.                 | «The Spine Splitter»                   | 3:31         |
| 13.                 | «Gutted»                               | 3:26         |
| 14.                 | «I Will Kill You»                      | 2:47         |
| 15.                 | «Devoured by Vermin»                   | 3:38         |
| 16.                 | «Disposal of the Body»                 | 3:41         |
| 17.                 | «A Skull Full of Maggots»              | 2:32         |
| 18.                 | «Hammer Smashed Face»                  | 4:45         |
| 19.                 | «Sacrifice» (бонус-трек)               | 3:03         |
| 20.                 | «Confessions»» (бонус-трек)            | 2:56         |
| Общая длительность: | Общая длительность:                    | 1:05:53      |

## Список композиций Ultimate Edition

Live Cannibalism — Ultimate Edition

| №  | Название              | Длительность |
| -- | --------------------- | ------------ |
| 1. | «Perverse Suffering»  |              |
| 2. | «Monolith»            |              |
| 3. | «Pulverized»          |              |
| 4. | «Fucked With a Knife» |              |

| №  | Название     | Длительность |
| -- | ------------ | ------------ |
| 1. | «Bloodlands» |              |

| №  | Название                  | Длительность |
| -- | ------------------------- | ------------ |
| 1. | «Gutted»                  |              |
| 2. | «A Skull Full of Maggots» |              |

| №  | Название                        | Длительность |
| -- | ------------------------------- | ------------ |
| 1. | «Mummified in Barbed Wire»      |              |
| 2. | «Devoured By Vermin»            |              |
| 3. | «Stripped, Raped and Strangled» |              |
| 4. | «Hammer Smashed Face»           |              |

## Бонусы на диске

Цензурная версия обложки Live Cannibalism

- Фотогалерея
- Дискография
- Биография
- Старые фото
- Старые флаеры концертов
- Интервью с участниками группы